# Château du Reste
Le château du Reste ou château du Rest est un château français situé à Grand-Champ, dans le Morbihan, en région Bretagne.

## Situation
Situé dans le Morbihan, sur la commune de Grand-Champ à proximité de Plescop, à droite de la D779 en venant de Vannes, le château du Reste est entouré d’un grand parc.

## Histoire
Les premières traces de la seigneurie du Rest ou du Resto datent de la guerre de Cent Ans puisqu’un premier château brûle au XIVe siècle pendant la Guerre de Succession de Bretagne (1341-1364). Le château a appartenu au XVIe siècle aux Chohan (1502) qui possédaient également la seigneurie de Coëtcandec attenante, puis au XVIIe siècle, aux Guido (1615) puis au XVIIIe siècle aux Le Meilleur / Malo de Guerry (à partir de 1687).
Pendant la guerre des Chouans (1791-1800), le château sert à plusieurs reprises de refuge au général Cadoudal ; à la fin de la guerre (décembre 1800), le château, aux mains des Républicains, est attaqué par les Chouans aux ordres de La Haye-Saint-Hilaire.
Au XIXe siècle, le château est acquis par la famille de Saint-Georges (1867), époque dont date le bâtiment actuel, puis au XXe siècle par la famille Guerriero / Louail (1963).
Pendant la Seconde guerre mondiale, le château a été occupé par la Wehrmacht, de 1940 à 1944.

## Architecture actuelle
Reconstruit au XIXe siècle dans les lignes d’un château du grand siècle, le bâtiment actuel, en pierres de taille recouvertes de tufeau, est constitué d’un avant-corps à trois ouvertures se prolongeant de part et d’autre d’ailes qui ont chacune deux ouvertures.
Chaque ouverture est surmontée en toiture de lucarnes au pignon aigu. Celle du centre, plus haute, est ornée d’un blason aux armes des Chohan (écartelé au 1er quart et 4e quart du 2e parti).
La toiture à quatre pentes de l’avant-corps se termine par une courte surface plane entourée d’une grille en couronne.

## Chapelle
La chapelle du château, dédiée à Notre-Dame, a été reconstruite au XVIIe siècle et abritait des stèles du XVIe siècle provenant de l’abbaye de Lanvaux. Elle a été restaurée en 1983.